# Robert Wawrzeniecki

W czasie jednej z głoszonych misji

Robert Wawrzeniecki (ur. 6 lipca 1973 w Poznaniu) – polski prezbiter misjonarzy oblatów Maryi Niepokalanej

## Życiorys[1]
Urodził się w Wielkopolsce, a dokładnie w Poznaniu 06.07.1973 roku. Oboje rodzice nie żyją: tata Marek, działacz pierwszej “Solidarności”, zmarł w 1989 roku, a mama Maria zmarła w 2015 roku. Najstarszy z rodzeństwa, ma brata Mariusza i siostrę Magdalenę. Po ukończeniu szkoły podstawowej w Lesznie kontynuował naukę w I LO w Lesznie, a następnie w oblackim Niższym Seminarium Duchownym w Markowicach (istniało w latach 1957–2013). W 1993 roku wstąpił do nowicjatu na Świętym Krzyżu, gdzie złożył pierwsze śluby zakonne 08.09.1994 roku. W latach 1994–2000 studiował w Wyższym Seminarium Duchownym zgromadzenia w Obrze, gdzie 08.09.1998 roku złożył śluby wieczyste, w 1999 roku otrzymał święcenia diakonatu, a 17.06.2000 roku przyjął święcenia kapłańskie. Obronił Wydziale Teologicznym UAM pracę magisterską pt. “Wylanie Ducha Świętego w Ruchu Odnowy w Duchu Świętym na podstawie katolickich publikacji polskojęzycznych”.
Przez 12. lat (2000-2012) był duszpasterzem w zakonnych parafiach, pracując kolejno w Iławie (2000-2002), Kodniu (2002-2003), Wrocławiu (2003-2006) i Kędzierzynie-Koźlu (2006-2012). W tym czasie był także katechetą w szkołach: podstawowych, gimnazjalnych, zawodowych, technikach i liceach, zdobywając ostatecznie stopień nauczyciela dyplomowanego. Prowadził audycję w Radiu Iława (2000-2002) oraz Katolickim Radiu Rodzina we Wrocławiu (2003-2006) oraz komentował ewangelię niedzielną w katolickim regionalnym programie telewizyjnym TVP Wrocław (2003-2006). Był także zaangażowany na portalu “Wiara” w działalność zwaną “ksiądz na chacie” (2000-2003). Był opiekunem i duszpasterzem rejonowym „Domowego Kościoła” (2006-2012) i Duszpasterstwa Akademickiego „Frassati” (2003-2006). Przez kolejne 7 lat (2012-2019) był misjonarzem ludowym – rekolekcjonistą, pracując kolejno w Poznaniu (2012-2014) i Iławie (2014-2019).
Od 2018 roku rozpoczął posługę w sekretariacie Konferencji Wyższych Przełożonych Zakonów Męskich w Polsce. W 2019 roku został powołany przez konsultę na sekretarza wykonawczego konferencji, następnie w 2019 roku na pełniącego obowiązki dyrektora, a w 2020 na dyrektora Forum Współpracy Międzyzakonnej. Wypełnia jednocześnie od 2019 roku w archidiecezji warszawskiej funkcję delegata konferencji ds. zakonów męskich.
Brał udział w jednym z pochówków ofiar represji komunistycznych na Cmentarzu Osobowickim we Wrocławiu, które zostały zamordowane lub zmarły w więzieniu na Kleczkowskiej we Wrocławiu. Współpracował z Kołem Światowego Związku Żołnierzy Armii Krajowej czy środowiskiem Kresowian w Kędzierzynie-Koźlu.
Zajmował się także redagowaniem czasopism: kleryckiego pisma „Mozaika Obrzańska” w Obrze (1996-2000), gazetki parafialnej “Królowa Pokoju” we Wrocławiu (2003-2006), “Dobrze że Jesteś” (2006-2012) w Kędzierzynie-Koźlu, a także sporadycznie pisał do gazetki parafialnej „Chrystus Król” w Poznaniu (2012-2014). Część materiałów ukazał się w serwisie „Prasa Parafialna”. Organizował w Kodniu warsztaty dziennikarskie, wydając „Pozytywkę Kodeńską” (2003).

## Publikacje
Publikował m.in. w miesięczniku “Katecheta” (2000-2012), kwartalniku „eSPe” (2002-2016). Podjął badania nad materiałami archiwalnymi IPN m.in. nt. prób podejmowanych w latach 1956–1982 przez mieszkańców Kędzierzyna-Koźla, by wybudować nowy kościół. Owoce tych poszukiwań prezentowane były w formie referatów historycznych na sesjach popularnonaukowych i w publikacjach książkowych IPN.
Z dorobku kaznodziejsko-rekolekcyjnego można wymienić publikacje zbiorowe i autorskie:
“Homiliach, kazaniach i mowach okolicznościowych – Homiletyka Misjonarzy Oblatów Maryi Niepokalanej. Tom IV (XIII)” [WAM 2015].
“O Maryi nigdy dość. Kazania maryjne misjonarzy oblatów Maryi Niepokalanej” [SALWATOR 2016].
“Głosimy ukrzyżowanego. Kazania pasyjne Misjonarzy Oblatów Maryi Niepokalanej” [SALWATOR 2017].
“O życiu i śmierci. Kazania pogrzebowe i cmentarne Misjonarzy Oblatów Maryi Niepokalanej” [SALWATOR 2017].
“Co Bóg złączył… Kazania chrzcielne i ślubne Misjonarzy Oblatów Maryi Niepokalanej” [SALWATOR 2019].
“W mocy Bożego Ducha. Kazania pasyjne” [AA 2019].